# Барам, Узи
Узи Барам (ивр. עוזי ברעם‎, род. 6 апреля 1937, Иерусалим, подмандатная Палестина) — израильский политик, член кнессета 9—15-го созывов, министр туризма (1992—1996) и внутренних дел Израиля (1995), генеральный секретарь партии «Авода» (1984—1989).

## Биография
Родился в 1937 году в Иерусалиме в семье Моше Барама, впоследствии ставшего депутатом кнессета от партии МАПАЙ и возглавлявшего ряд израильских министерств.
Среднее образование получил в иерусалимской школе «Бейт хинух». Военную службу проходил в бронетанковых войсках Израиля. Окончил Еврейский университет в Иерусалиме со степенью бакалавра политологии и социологии. Во время учёбы, в 1964—1965 годах, был председателем Национального союза студентов партии МАПАЙ, а в 1965 году стал одним из основателей «Молодой гвардии» МАПАЙ, в которой занимал должность генерального секретаря с 1968 по 1970 год.
В 1970—1972 годах работал в Нью-Йорке в Еврейском агентстве как координатор репатриации обладателей академических степеней из Северной Америки. С 1972 по 1974 год возглавлял в Еврейском агентстве департамент будущих поколений. В 1975 году назначен секретарём Иерусалимского отделения партии «Авода» и занимал этот пост до 1977 года.
В 1977 году избран в кнессет 9-го созыва от блока «Маарах», переизбирался в следующие 6 созывов кнессета. В кнессете 10-го созыва возглавлял комиссию по алие и абсорбции, в ряде созывов входил в комиссию по иностранным делам и обороне.
В 1984 году избран генеральным секретарём партии «Авода». В этой должности способствовал демократизации внутренних процессов в партии и переходу к праймериз как способу формирования избирательного списка. Находился в оппозиции к лидеру партии Шимону Пересу: уже в 1984 году пытался убедить экс-президента Израиля Ицхака Навона выдвинуться в качестве кандидата на пост лидера партии, позже поддерживал Ицхака Рабина. В январе 1989 года ушёл в отставку с должности генерального секретаря партии в знак протеста против присоединения парламентской фракции «Аводы» к правительству национального единства во главе с Ицхаком Шамиром: по мнению Барама, участие в коалиции с Шамиром на этом этапе было вредным для «Аводы» как идеологически, так и электорально.
После победы Рабина на партийных выборах и последующего успеха партии «Авода» на выборах в кнессет 13-го созыва Барам был назначен на пост министра туризма Израиля. Был одним из наиболее последовательных сторонников соглашений в Осло. В 1995 году одновременно с министерством туризма возглавил министерство внутренних дел Израиля, но спустя короткое время подал в отставку с этого поста по личным причинам. После убийства Рабина и формирования правительственного кабинета во главе с Шимоном Пересом Барам сохранил за собой должность министра туризма, которую занимал до конца срока полномочий данного правительства. На праймериз перед выборами 1996 года неожиданно занял второе место в партийном списке сразу вслед за Пересом, но после неудачи на выборах вошёл в число партийных деятелей, требовавших от Переса уйти в отставку с поста лидера партии. После этого, в 1997 году, на выборах нового лидера поддержал кандидатуру Эхуда Барака.
Во время работы кнессета 14-го созыва занимал должность наблюдателя кнессета в Совете Европы. После избрания Эхуда Барака премьер-министром не получил места в правительстве, в целом разочаровался в направлении, в котором двигалась партия, и принял решение уйти из активной политики до следующих выборов. В феврале 2001 года объявил об уходе из кнессета и поддержке кандидатуры Авраама Бурга в борьбе за пост лидера партии «Авода». Впоследствии часто выступал в СМИ как приглашённый политический комментатор.